# Mahmud Məhəmmədov

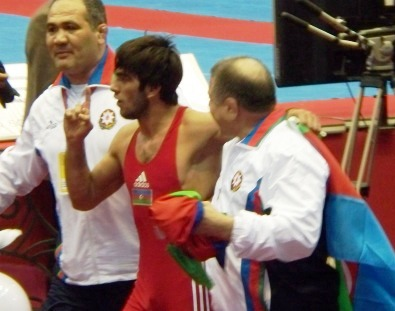
Machmud Magomedow, Finale der Europameisterschaft 2010 in Baku

Machmud Idrissowitsch Magomedow (russisch Махмуд Идрисович Магомедов, aserbaidschanisch Mahmud Məhəmmədov; * 28. August 1986 in Chassawjurt, Dagestanische ASSR, Sowjetunion) ist ein russischer bzw. aserbaidschanischer Ringer. Er wurde 2010 Europameister im freien Stil im Bantamgewicht.

## Werdegang
Machmud Magomedow ist gebürtiger Dagestaner und begann in Chassawjurt als Jugendlicher im Jahre 1995 mit dem Ringen. Er wurde dazu Mitglied des Sportclubs "Umachanow" Chassawjurt und von Abdurachmanow Mirsajew trainiert. Er betätigt sich nur im freien Stil. Als Junior wurde er, für Russland startend, 2003 und 2006 Junioren-Europameister in den Altersgruppen "Cadets" bzw. "Juniors". In der Folgezeit konnte er sich aber in Russland infolge der außergewöhnlich starken Konkurrenz, genannt seien hier Besik Kuduchow, Dschamal Otarsultanow und Nariman Israpilow, nicht durchsetzen. Aus diesem Grunde wechselte er im Sommer 2009 die Staatsangehörigkeit und startete seit diesem Zeitpunkt für Aserbaidschan. Er gehört dort dem Sportclub Ataspor Baku an und wird von Gadschi Raschidow trainiert. Bei einer Größe von 1,67 Metern startet er im Bantamgewicht, der Gewichtsklasse bis 55 kg Körpergewicht. Beim Fila-Gala-Grand-Prix in Baku 2009 startete er erstmals für Aserbaidschan.
2010 wurde Machmud Magomedow bei der Europameisterschaft in Baku vom aserbaidschanischen Ringerverband erstmals bei einer internationalen Meisterschaft eingesetzt. Er konnte dort alle Erwartungen erfüllen und wurde mit Siegen über Marcel Ewald aus Deutschland, Alexandru Chirtoacă aus Moldawien, Andre Dukow, Rumänien und Radoslaw Welikow aus Bulgarien auf Anhieb Europameister. Bei der Weltmeisterschaft dieses Jahres wurde er allerdings nicht eingesetzt, hier startete für Aserbaidschan Toğrul Əsgərov.
2011 wollte Machmud Magomedow seinen Europameistertitel in Dortmund verteidigen. Das gelang ihm aber nicht, denn nach Siegen über Hamza Fatah, Frankreich, Ahmet Peker, Türkei und Nikolai Aiwasjan, Ukraine, verlor er im Halbfinale gegen Wladimer Chintschegaschwili aus Georgien. Den Kampf um eine EM-Bronzemedaille gewann er dann gegen Urs Wild aus der Schweiz.

## Internationale Erfolge
| Jahr | Platz | Wettbewerb                                | Gewichtskl.  | Ergebnis |
| 2003 | 1.    | Junioren-EM (Cadets) in Skoplje           | bis 42 kg KG | vor Elchin Hasanow, Aserbaidschan u. Sergei Merenda, Ukraine |
| 2006 | 1.    | Junioren-EM (Juniors) in Szombathely      | Bantam       | vor Swetoslaw Neichew, Bulgarien, Wladimir Dubowoi, Ukraine u. Jabrail Hasanow, Aserbaidschan                                                                                                 |
| 2008 | 9.    | Yasar-Dogu-Memorial in Istanbul           | Bantam       | Sieger: Taghi Dadashi, Iran vor Abbas Dabbaghi Souraki, Iran |
| 2008 | 3.    | Schamil-Umachanow-Memorial in Chassawjurt | Bantam       | hinter Nariman Israpilow u. Asadulla Lachinow, bde. Russland |
| 2009 | 3.    | Iwan-Yarigin-Memorial in Krasnojarsk      | Bantam       | hinter Nariman Israpilow u. Wiktor Lebedew, gemeinsam mit Dschamal Otarsultanow, alle Russland                                                                                                |
| 2009 | 1.    | Dave-Schultz-Memorial in Colorado Springs | Bantam       | vor Danny Felix, USA u. Yasuhiro Morita, Japan |
| 2009 | 5.    | Fila-Gala-Grand-Prix in Baku              | Bantam       | hinter Namig Sewdimow, Aserbaidschan, Yasuhiro Inaba, Japan, Chalpour Alamdandehi, Iran u. Kim Hyo-sub, Südkorea                                                                              |
| 2010 | 1.    | Yasar-Dogu-Memorial in Istanbul           | Bantam       | vor Bajaraagiin Naranbaatar, Mongolei, Juri Bolum, Ukraine u. Faraz Bahrami, Iran |
| 2010 | 1.    | EM in Baku                                | Bantam       | nach Siegen über Marcel Ewald, Deutschland, Alexandru Chirtoacă, Moldawien, Andre Dukow, Rumänien u. Radoslaw Welikow, Bulgarien                                                              |
| 2010 | 1.    | Henry-Deglane-Memorial in Nizza           | Bantam       | vor Sam Hazewinkel, USA, Ghenadie Tulbea, Monaco u. Arthur Eisenkrein, Frankreich |
| 2011 | 3.    | EM in Dortmund                            | Bantam       | nach Siegen über Hamza Fatah, Frankreich, Ahmet Peker, Türkei u. Nikolai Aiwasjan, Ukraine, einer Niederlage gegen Wladimer Chintschegaschwili, Georgien u. einem Sieg über Urs Wild, Schweiz |

## Erläuterungen
- alle Wettkämpfe im freien Stil
- WM = Weltmeisterschaft, EM = Europameisterschaft
- Bantamgewicht, Gewichtsklasse bis 55 kg Körpergewicht